# Rhinebeck (villaggio, New York)
Rhinebeck è un villaggio degli Stati Uniti d'America, situato nello stato di New York, nella contea di Dutchess.